# لوتي بيكفورد
لوتي بيكفورد ممثلة أمريكية من أصل كندي، وهي أخت الممثلة ماري بيكفورد والممثل جاك بيكفورد.

## روابط خارجية
- لوتي بيكفورد على موقع IMDb (الإنجليزية)
- لوتي بيكفورد على موقع قاعدة بيانات برودواي على الإنترنت (الإنجليزية)
- لوتي بيكفورد على موقع قاعدة بيانات برودواي على الإنترنت (الإنجليزية)
- لوتي بيكفورد على موقع قاعدة بيانات برودواي على الإنترنت (الإنجليزية)
- لوتي بيكفورد على موقع قاعدة بيانات الفيلم (الإنجليزية)